# Evil Dead Burn
Evil Dead Burn es una próxima película de terror sobrenatural estadounidense de 2026 dirigida por Sébastien Vaniček, escrita por Florent Bernard y Vaniček y producida por Robert Tapert, Sam Raimi y Bruce Campbell. Servirá como la tercera entrega independiente y la sexta entrega de la serie de películas Evil Dead.

## Reparto
- Souheila Yacoub
- Hunter Doohan
- Luciane Buchanan
- Tandi Wright

## Producción

### Desarrollo
En febrero de 2024, se anunció que actualmente se está desarrollando una película derivada de Evil Dead Rise. Sébastien Vaniček será el director a partir de un guion que escribió junto con Florent Bernard.    El creador y productor de la serie, Sam Raimi, contrató a Vaniček después de quedar impresionado por su debut como director, Infested. Raimi y Robert Tapert serán los productores, y Ghost House Pictures producirá el proyecto.     En mayo de 2025, se anunció a Souheila Yacoub como la protagonista y se anunció que la película sería una coproducción entre New Line Cinema y Sony Pictures, con la empresa matriz de New Line, Warner Bros. Pictures, lanzando la película a nivel nacional mientras Sony maneja todos los territorios internacionales excluyendo el Reino Unido y Francia, donde la distribución será manejada por StudioCanal y Metropolitan Filmexport respectivamente. 

### Filmación
La fotografía principal comenzó el 22 de julio de 2025, con Philip Lozano como director de fotografía. 

## Estreno
Evil Dead Burn está programado para estrenarse en cines en los Estados Unidos el 24 de julio de 2026.